# 玉泉路站
玉泉路站是一个位于中国北京市海淀区永定路街道与石景山区八宝山街道、老山街道交界石景山路、复兴路、玉泉路交叉口，属于北京地铁1号线的地铁车站。
1965年7月1日，北京地铁一期工程在此站西侧（今清华大学玉泉医院南门西侧的两棵银杏树下）举行动工仪式，在此站内有玻璃柜展出曾经建造地铁时的工具。此站也是中国和大中华地区名义上最早的地铁车站。

## 位置
该站位于复兴路和玉泉路交汇处，而玉泉路与复兴路交叉处的一段恰为海淀区与石景山区的分界线。

## 車站结构

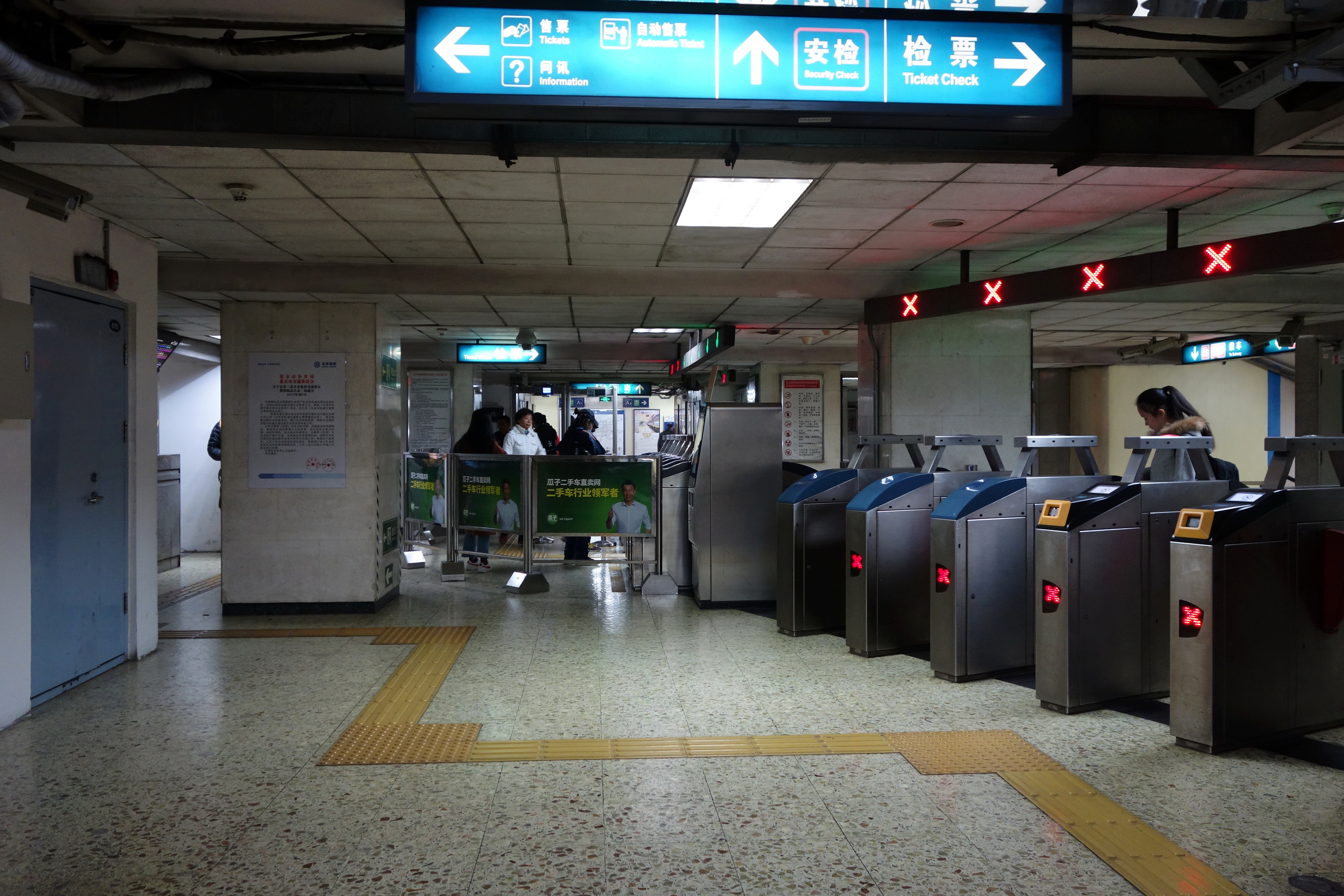
玉泉路站站厅（2018年11月摄）

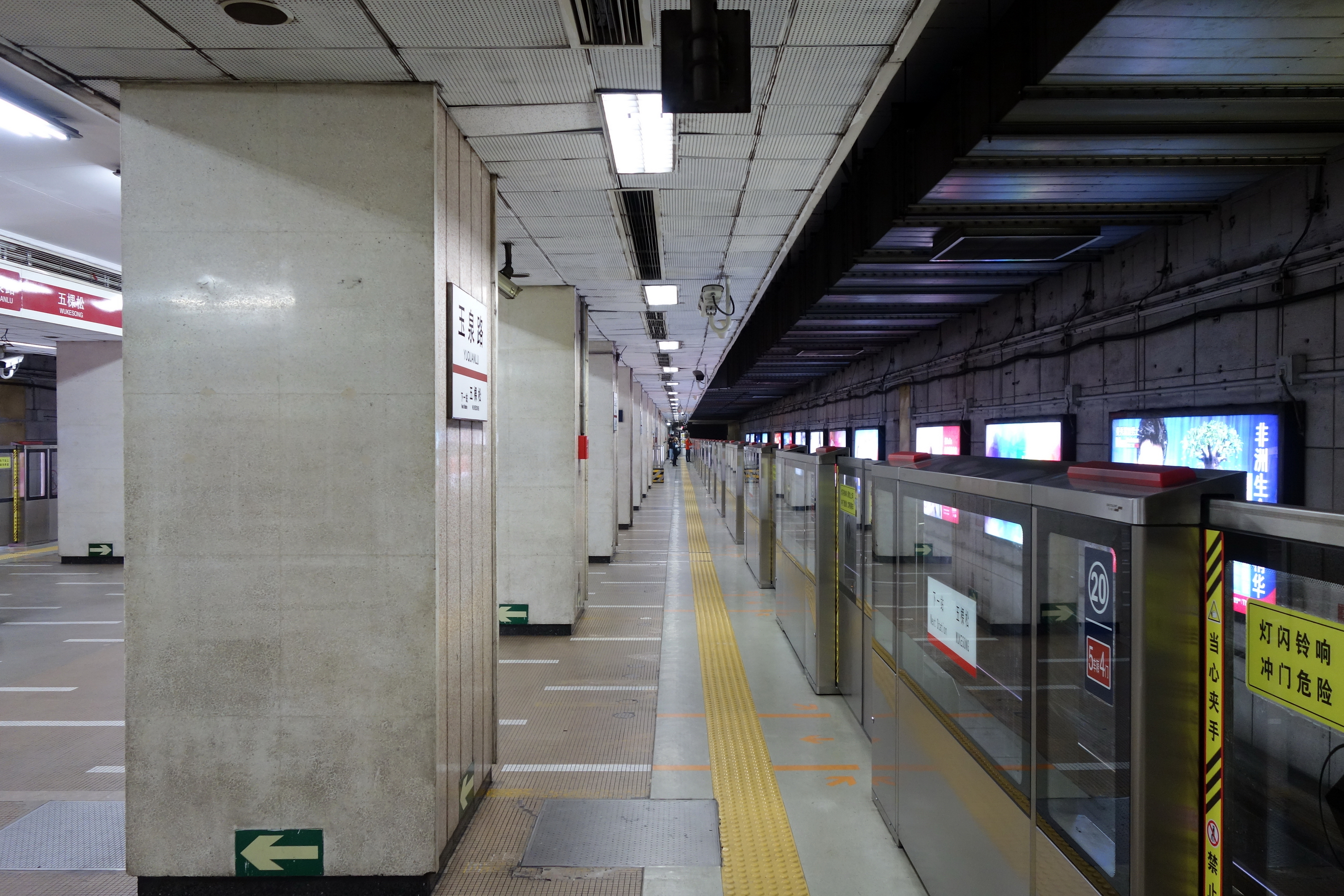
玉泉路站站台（往五棵松方向，2018年9月摄）

| 地面层          | 街道                                   | A-D出入口                        |
| 地下一层 站厅层 | 站厅                                   | 票务服务、自动售票机、一卡通充值 |
| 地下二层 站台层 |                                        | 1号线往古城（八宝山）            |
| 地下二层 站台层 | 岛式站台，左侧開门                     |                                  |
| 地下二层 站台层 | 1号线往环球度假区（八通线） （五棵松） |                                  |

## 出口
这个地铁站有8个出口。
|                     |          |                                                          |      |                |
| 編號                | 指示     | 可前往目的地                                             | 图片 | 无障碍设施图片 |
| 西北西口            | 石景山路 | 中国科学院大学（玉泉路校区）、清华大学玉泉医院、玉泉大厦 |      |                |
| 西北东口            | 石景山路 | 中国科学院大学（玉泉路校区）、清华大学玉泉医院、玉泉大厦 |      | 不適用         |
| 东北东口            | 复兴路   | 航天中心医院、国防大学招待所                             |      | 不適用         |
| 东北西口            | 复兴路   | 航天中心医院、国防大学招待所                             |      | 不適用         |
| 东南东口            | 复兴路   | 中铁建大厦、北京市十一学校                               |      | 不適用         |
| 东南西口            | 复兴路   | 中铁建大厦、北京市十一学校                               |      | 不適用         |
| 西南西口            | 石景山路 | 北京国际雕塑公园                                         |      | 不適用         |
| 西南东口            | 石景山路 | 北京国际雕塑公园                                         |      | 不適用         |
| 註： 設有輪椅升降台 |          |                                                          |      |                |

## 未来规划
根据北京地铁2030年代的远期规划，由北京西山八大处到丰台白盆窑的南北向低运量地铁玉泉路线（30号线）将在此站与1号线换乘。